# Zanthoxylum leiboicum
Zanthoxylum leiboicum är en vinruteväxtart som beskrevs av Cheng Chiu Huang. Zanthoxylum leiboicum ingår i släktet Zanthoxylum och familjen vinruteväxter. Inga underarter finns listade i Catalogue of Life.